# Carol Brown (aviron)
Pour les articles homonymes, voir Carol Brown et Brown.
Carol Page Brown, née le 19 avril 1953 à Oak Park (Illinois), est une sportive américaine pratiquant l'aviron.

## Carrière
Carol Brown participe aux Jeux olympiques de 1976 à Montréal. Elle remporte dans l'épreuve de huit la médaille de bronze. 